# پرندگان واقعی نیستند

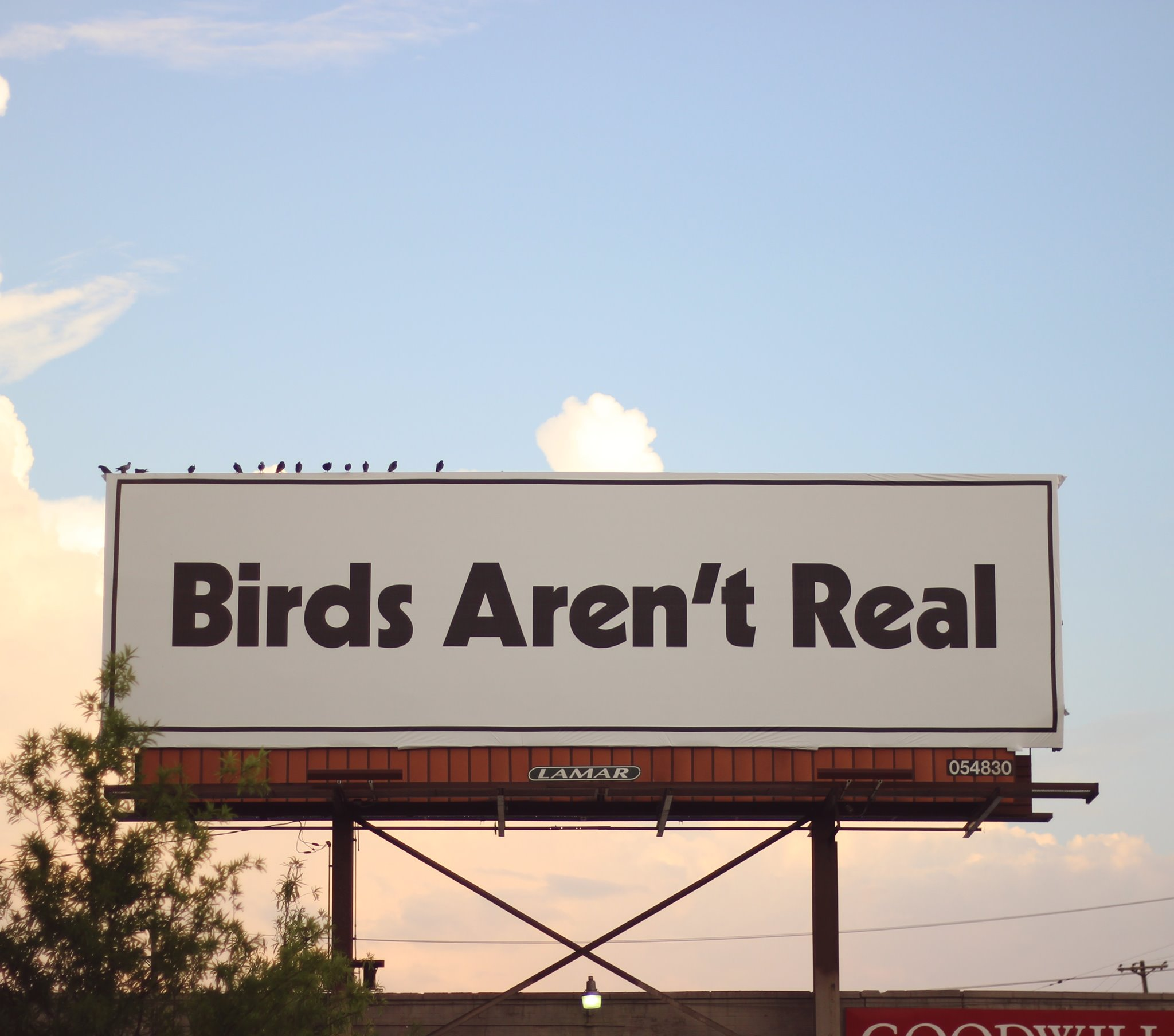
بیلبورد «پرندگان واقعی نیستند» در ممفیس، تنسی، سال ۲۰۱۹

پرندگان واقعی نیستند یک تئوری توطئه طنز است که مطرح می‌کند پرندگان در واقع هواپیماهای بدون سرنشینی هستند که توسط دولت ایالات متحده برای جاسوسی از شهروندان آمریکایی اداره می‌شوند. در سال ۲۰۱۸، روزنامه‌نگار ریچل رابرتز، کمپین پرندگان واقعی نیستند را به عنوان «شوخی که هزاران نفر مشغولش هستند» توصیف کرد.